# Wölferlingen
Wölferlingen település Németországban, Rajna-vidék-Pfalz tartományban. Lakosainak száma 475 fő (2023. december 31.).

## Népesség
A település népességének változása:
| Lakosok száma | 475  | 482  | 479  | 488  | 477  | 475  |
|               | 1975 | 2017 | 2019 | 2021 | 2022 | 2023 |